# エーエルシーパネル施工技能士
エーエルシーパネル施工技能士（エーエルシーパネルせこうぎのうし）とは、国家資格である技能検定制度の一種で、都道府県知事（問題作成等は中央職業能力開発協会、試験の実施等は都道府県職業能力開発協会）が実施する、エーエルシーパネル（オートクレーブ養生した軽量気泡コンクリート）施工に関する学科及び実技試験に合格した者をいう。
なお職業能力開発促進法により、エーエルシーパネル施工技能士資格を持っていないものがエーエルシーパネル施工技能士と称することは禁じられている。
エーエルシーパネル施工技能士は、職業訓練指導員 (ブロック建築科)の実技試験免除資格になっている。

## 級別
単一等級のみである。

## 実技作業試験内容（エーエルシーパネル工事作業）
- 単一等級
  - 作業試験：試験台を建物の一部とみなし、施工図により外壁たて壁の出隅部にALCパネルを取り付ける作業を行う。試験時間＝2時間
  - ペーパーテスト：施工図により施工面積、取付け金物の数量等の算出について行う。試験時間＝2時間